# Eleição municipal de Lauro de Freitas em 2024
A eleição municipal da cidade de Lauro de Freitas em 2024 foi realizada no dia 6 de outubro com o objetivo de eleger os novos prefeitos e vice-prefeitos e 21 vereadores. Foram eleitos Débora Régis (UNIÃO) e Mateus Reis (UNIÃO) para os cargos de prefeito(a) e vice-prefeito(a), respectivamente. Seguindo a Constituição Federal, os candidatos são eleitos para um mandato de quatro anos a se iniciar em 1º de janeiro de 2025. A decisão para os cargos da administração municipal, segundo o Tribunal Superior Eleitoral, contou com 160.968 eleitores aptos e 33.713 abstenções, de forma que 20,94% do eleitorado não compareceu às urnas naquele turno. Tiveram também 5.793 votos nulos (4,55%) e 2.881 votos brancos (2,21%). A prefeita titular é Moema Gramacho, eleita em 2020 pelo PT. Pela legislação eleitoral, Moema estava impedida de disputar uma nova reeleição. 
A atual mandatária estava impedida de concorrer por ter sido reeleita em 2020, assim, anunciaram a candidatura ao cargo: Antonio Rosalvo (PT), ex-secretário municipal de desenvolvimento urbano de Lauro de Freitas; E Débora Regis (UNIÃO) foi a outra candidata para concorrer às eleições de 2024 em Lauro de Freitas, atualmente ela é vereadora da Câmara Municipal.

## Calendário eleitoral
| Início        | Fim           | Atividades | Status    |
| ------------- | ------------- | --- | --------- |
| 7 de março    | 5 de abril    | Janela partidária para vereadores trocarem de partido visando concorrer às eleições sem perder o mandato. | Realizado |
| 6 de abril    | 6 de abril    | Data-limite para todas as legendas e federações partidárias obterem o registro dos estatutos no TSE e para todos os candidatos terem domicílio eleitoral na circunscrição em que desejam disputar as eleições com a filiação deferida pelo partido. | Realizado |
| 15 de maio    | 15 de maio    | Início da campanha de arrecadação prévia de recursos na modalidade de financiamento coletivo para pré-candidatos, sem realização de pedidos de voto e obedecendo a regras relativas à propaganda eleitoral na Internet.                             | Realizado |
| 20 de julho   | 5 de agosto   | Realização de convenções partidárias para deliberar sobre coligações e escolher candidatos às prefeituras e aos cargos de vereador. Os partidos têm até 15 de agosto para registrar os nomes na Justiça Eleitoral.                                  | Realizado |
| 16 de agosto  | 16 de agosto  | Início das campanhas eleitorais de forma igualitária, podendo qualquer publicidade ou manifestação com pedido explícito de voto antes da data ser considerada irregular e multada.                                                                  | Realizado |
| 30 de agosto  | 3 de outubro  | Veiculação da propaganda eleitoral gratuita no rádio e na televisão. | Realizado |
| 6 de outubro  | 6 de outubro  | Realização do primeiro turno das eleições municipais. | Realizado |
| 11 de outubro | 25 de outubro | Veiculação da propaganda eleitoral gratuita no rádio e na televisão para o segundo turno. | Realizado |
| 27 de outubro | 27 de outubro | Realização de um eventual segundo turno nas cidades com mais de 200 mil eleitores em que o candidato a prefeito mais votado não tenha atingido a metade mais um dos votos válidos.                                                                  | Realizado |

## Candidatos à prefeitura
| Nº | Prefeito(a)  | Prefeito(a)          | Prefeito(a)       | Prefeito(a)                                                              | Vice-prefeito(a) | Vice-prefeito(a) | Vice-prefeito(a) | Vice-prefeito(a)  | Vice-prefeito(a)  | Coligação Partido(s) | Ref.  |
| Nº | Candidato(a) | Candidato(a)         | Partido Federação | Cargos relevantes                                                        | Candidato(a)     | Candidato(a)     | Candidato(a)     | Partido Federação | Cargos relevantes | Coligação Partido(s) | Ref.  |
| -- | ------------ | -------------------- | ----------------- | ------------------------------------------------------------------------ | ---------------- | ---------------- | ---------------- | ----------------- | ----------------- | --- | ----- |
| 13 |              | Antônio Rosalvo      | PT FE Brasil      | Secretário de Desenvolvimento Urbano Lauro de Freitas[carece de fontes?] |                  |                  | Naide Brito      | PT FE Brasil      |                   | Lauro do Lado Certo Para Avançar Cada Vez Mais FE Brasil (PT, PCdoB, PV), Republicanos, MDB, PSB, PSD, PODE, PRTB, MOBILIZA, PRD, Solidariedade, Avante, Agir e Fed. PSOL REDE (PSOL, REDE) | [ 6 ] |
| 44 |              | Débora Regis Debinha | UNIÃO             | Vereadora de Lauro de Freitas (2017-atual)[carece de fontes?]            |                  |                  | Mateus Reis      | UNIÃO             |                   | A Mudança É Agora UNIÃO, Fed. PSDB Cidadania (PSDB, Cidadania), PP, PL, DC, PRD, Solidariedade, PMB e NOVO                                                                                  | [ 7 ] |

## Resultados
| Candidato(a)             | Vice                     | 1º turno 6 de outubro | 1º turno 6 de outubro |
| Candidato(a)             | Vice                     | Votação               | Votação               |
| Candidato(a)             | Vice                     | Total                 | Percentagem           |
| ------------------------ | ------------------------ | --------------------- | --------------------- |
| Débora Regis (UNIÃO)     | Mateus Reis (UNIÃO)      | 70.691                | 59,61%                |
| Antônio Rosalvo (PT)     | Naide Brito (PT)         | 47.890                | 40,39%                |
| → Total de votos válidos | → Total de votos válidos | 118.581               | 93,18%                |
| → Votos em branco        | → Votos em branco        | 2.881                 | 2,26%                 |
| → Votos nulos            | → Votos nulos            | 5.793                 | 4,55%                 |
| Total                    | Total                    | 127.255               | 79,06%                |
| Abstenções               | Abstenções               | 33.713                | 20,94%                |
| Total de inscritos       | Total de inscritos       | 160.968               | 100%                  |

Gráfico em barra
| Partido | Partido | Candidato | Votos   | Votos (%) |
| ------- | ------- | --------- | ------- | --------- |
|         | UNIÃO   | Débora    | 70 691  | 59,61%    |
|         | PT      | Rosalvo   | 47 890  | 40,39%    |
| Totais  | Totais  | Totais    | 118 581 |           |